# Lagoa da Prata
Lagoa da Prata (deutsch silberne Lagune, amtlich portugiesisch Município de Lagoa da Prata) ist eine Stadt im brasilianischen Bundesstaat Minas Gerais.

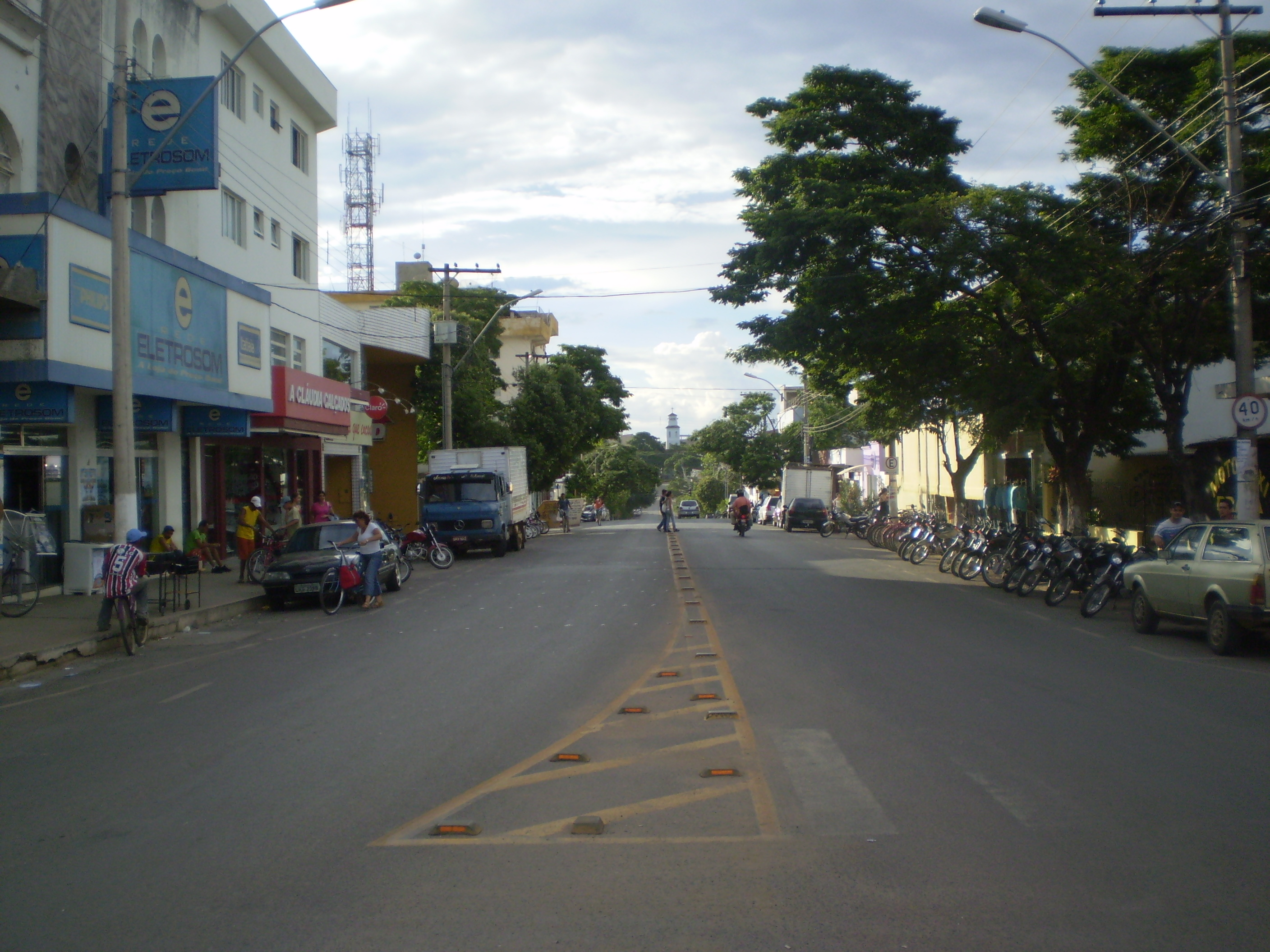
Hauptstrasse

## Geographie

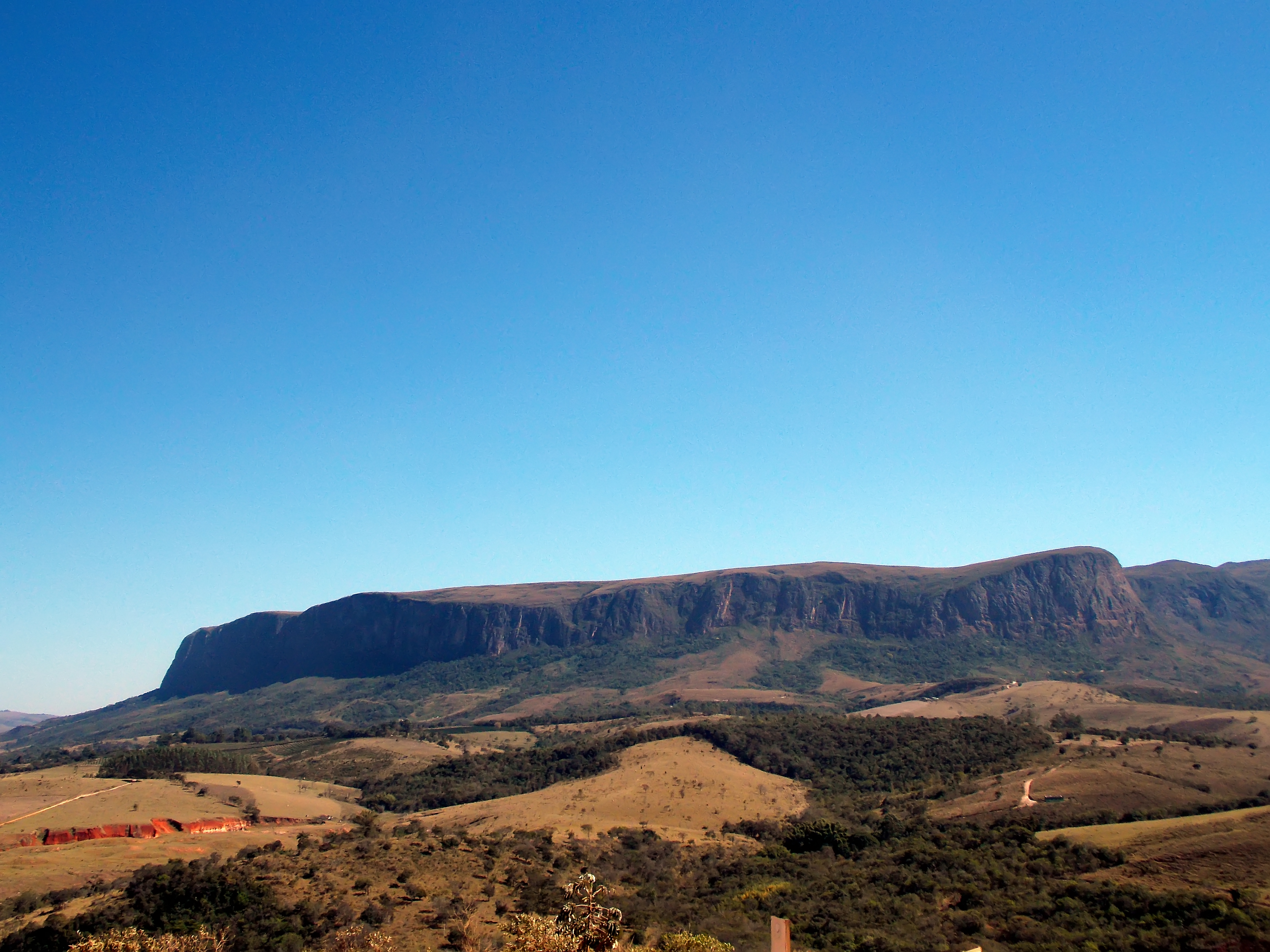
Serra da Canastra

Lagoa da Prata liegt westlich von Santo Antônio do Monte und südwestlich von Bom Despacho. Die Hauptstadt des Bundesstaates Belo Horizonte liegt gut 200 km entfernt im Osten. Im Westen der Stadt erhebt sich der Nationalpark Serra da Canastra, der sich seit 1998 auf der Tentativliste zum UNESCO-Welterbe befindet. Von dort entspringt mit Flussrichtung Norden der Rio São Francisco, während im Südwesten der Furnas-Stausee den Rio Grande aufstaut.
Mitten im Ortsgebiet befindet sich ein kleiner mit der Stadt namensgleicher Binnensee, dessen silbern-schimmernder Glanz dem Ort den Namen gab. Nördlich des Ortskerns befindet sich der langgestreckte See Lagoa Verde (deutsch Grüne Lagune).

## Klima
Die Sommer zwischen Oktober und März sind heiß und regnerisch, die Winter zwischen Mai und September kalt und trocken. Die Stadt hat tropisches Klima, Aw nach der Klimaklassifikation nach Köppen und Geiger. Die Durchschnittstemperatur ist 21,7 °C. Die durchschnittliche Niederschlagsmenge liegt bei 1355 mm im Jahr.

## Geschichte
Der Ort wurde 1789 von Goldschürfern des Rio São Francisco besiedelt, 1896 als São Carlos do Pântano etabliert, wurde 1923 unter seinem heutigen Namen Distrikt von Santo Antônio do Monte und am 27. Dezember 1938 schließlich eigenständige Stadt. Sie zählt heute mit rund 51.600 Einwohnern mehr als doppelt so viele wie Santo Antônio do Monte und auch mehr als Bom Despacho, das bis 1912 ebenfalls Distrikt des mittlerweile kleineren Santo Antônio do Monte war. Sie gehörte zusammen mit 11 weiteren Gemeinden von 1989 bis 2017 zur statistisch-geographischen Mikroregion Bom Despacho.

## Demografie
Sie steht an 71. Stelle der 853 Städte von Minas Gerais. Die Bewohner werden Lago-Pratenser (portugiesisch lago-pratenses) genannt. Die Bevölkerung betrug nach der Volkszählung des IBGE von 2010 45.984 Einwohner. Die Zahl wurde vom IBGE zum 1. Juli 2018 auf 51.601 Bewohner geschätzt. Die Fläche wird mit rund 440 km² (Stand 2018) angegeben. Die Bevölkerungsdichte betrug 2010 rund 105 Einwohner/km². Sie konzentrieren sich auf den urbanen Bereich des Distrikts Lagoa da Prata mit dem gleichnamigen Hauptort, ein zweiter Bezirk ist der Distrikt Martins Guimarães.
| Gruppe                | Anzahl 2000 | Anzahl 2010 | Anmerkung                       | Urban 2000 | Rural 2000 | Urban 2010 | Rural 2010 |
| --------------------- | ----------- | ----------- | ------------------------------- | ---------- | ---------- | ---------- | ---------- |
| Brancos               | 25.094      | 25.903      | Weiße, Nachfahren von Europäern | 24.451     | 644        | 25.301     | 602        |
| Pardos (Mischrassige) | 11.016      | 16.221      | Mulatten, Mestizen              | 10.828     | 188        | 15.838     | 383        |
| Pretos                | 2.444       | 3.776       | Schwarze                        | 2.436      | 8          | 3.716      | 60         |
| Amarelos              | 18          | 83          | Asiaten                         | 18         | 0          | 83         | 0          |
| Indígenas             | 43          | 0           | indigene Bevölkerung            | 43         | 0          | 0          | 0          |
| ohne Angabe           | 142         | 0           |                                 | 135        | 7          | 0          | 0          |
| Gesamt                | 38.758      | 45.984      |                                 | 37.911     | 847        | 44.938     | 1.046      |

Ethnische Gruppen nach der statistischen Einteilung des IBGE. Quelle für Bevölkerungszusammensetzung:

## Wirtschaft
Landwirtschaftlich ist die Region geprägt von Zuckerrohr-Plantagen umgeben, industriell durch die Louis Dreyfus Group. Touristisch hat die Lagune in den letzten 50 Jahren künstliche Strände erhalten. Der Ort bemüht sich um Ökotourismus.
Das monatliche Durchschnittseinkommen betrug 2017 den Faktor 2,2 des brasilianischen Mindestlohns (Salário mínimo) von R$ 880,00, das entspricht 2019 gesamt etwa 458 Euro. Der Index der menschlichen Entwicklung (HDI) ist mit 0,732 für 2010 bereits als hoch eingestuft. Das Bruttosozialprodukt der Wirtschaftsleistung pro Kopf betrug 2016 27.161 R$.

## Söhne und Töchter der Stadt
- Gilberto Silva (* 1976), Fußballspieler (Weltmeister 2002)
- Núbia Soares (* 1996), Leichtathletin (Südamerikameisterin 2017)